# Sint-Nicolaaskathedraal (Ljubljana)
De Sint-Nicolaaskathedraal  (Sloveens: Stolnica svetega Nikolaja) is een rooms-katholieke kathedraal in het centrum van Ljubljana, de hoofdstad van Slovenië. De kathedraal is de hoofdkerk van het aartsbisdom Ljubljana en staat aan het plein dat vernoemd werd naar de heiligen Cyrillus en Methodius. 

## Geschiedenis
De eerste kerk op deze plaats was een romaans bouwwerk en werd voor het eerst in het jaar 1262 genoemd. Na een brand in 1361 werd de kerk in gotische stijl herbouwd. In 1461 werd het bisdom Ljubljana opgericht en de kerk tot kathedraal verheven. In 1469 brandde de kerk nogmaals af, ditmaal werd echter brandstichting door Turken vermoed. 
Het oorspronkelijke ontwerp voor de huidige kerk was afkomstig van de capucijner broeder Florentianus Ponnensis uit Milaan of Bologna. Hij ontwierp een nieuwe barokke hallenkerk. Het volgende jaar werd, nadat men reeds begonnen was met de bouw van de kerk, het plan gemodificeerd en voltooid door de jezuïtische architect Andrea Pozzo. Ook de uitvoerders pasten het gebouw nog aan en de twee klokkentorens werden volgens een ontwerp van Lombard Giulio Quaglio toegevoegd. De koepel boven de viering werd pas in 1841 gebouwd.     
In 1996 werden naar aanleiding van het bezoek van paus Johannes Paulus II aan de kerk twee massieve bronzen deuren geplaatst met reliëfs betreffende de Sloveense geschiedenis en de bisschoppen van Ljubljana. 

## Afbeeldingen

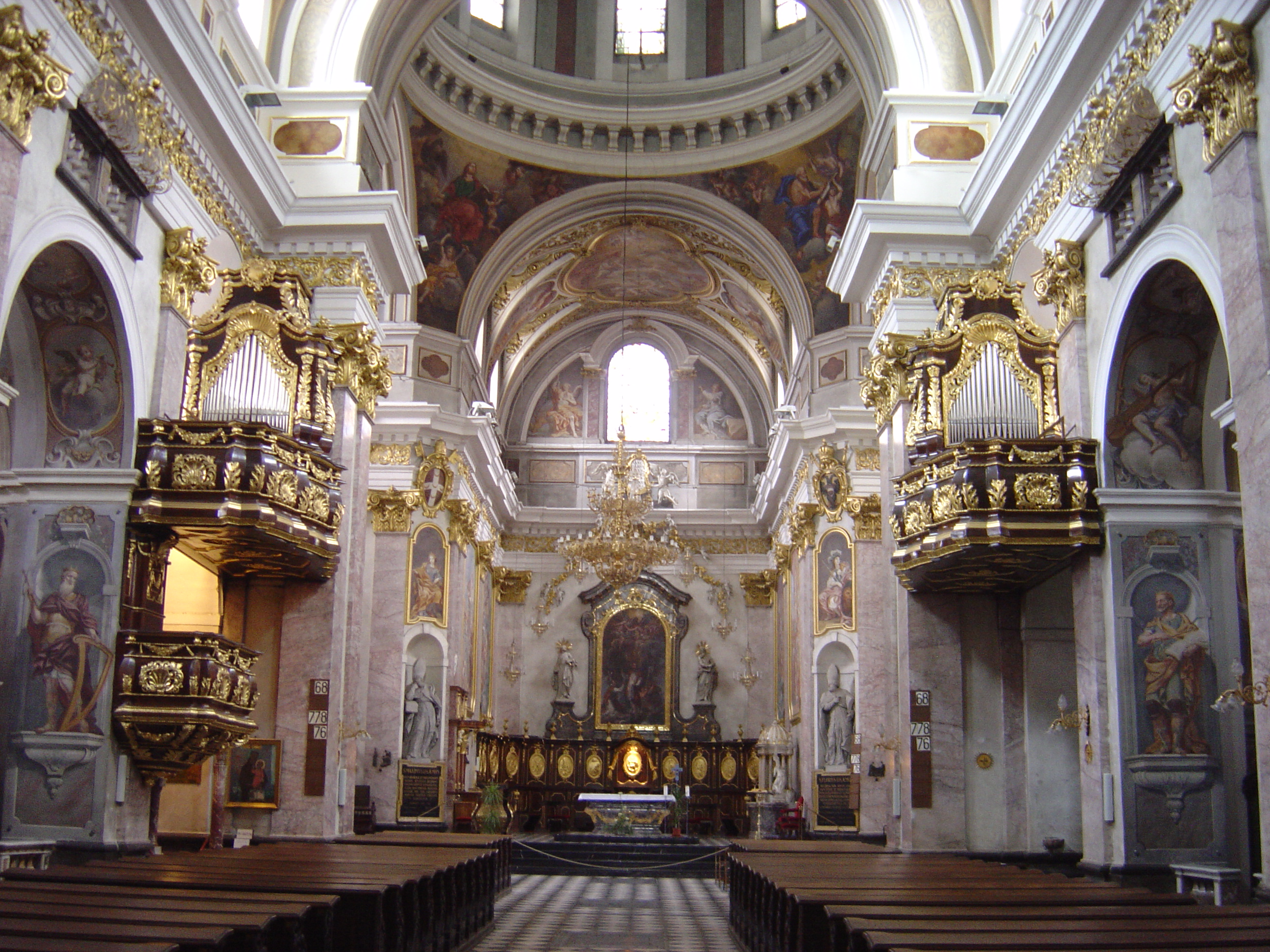
Overzicht interieur
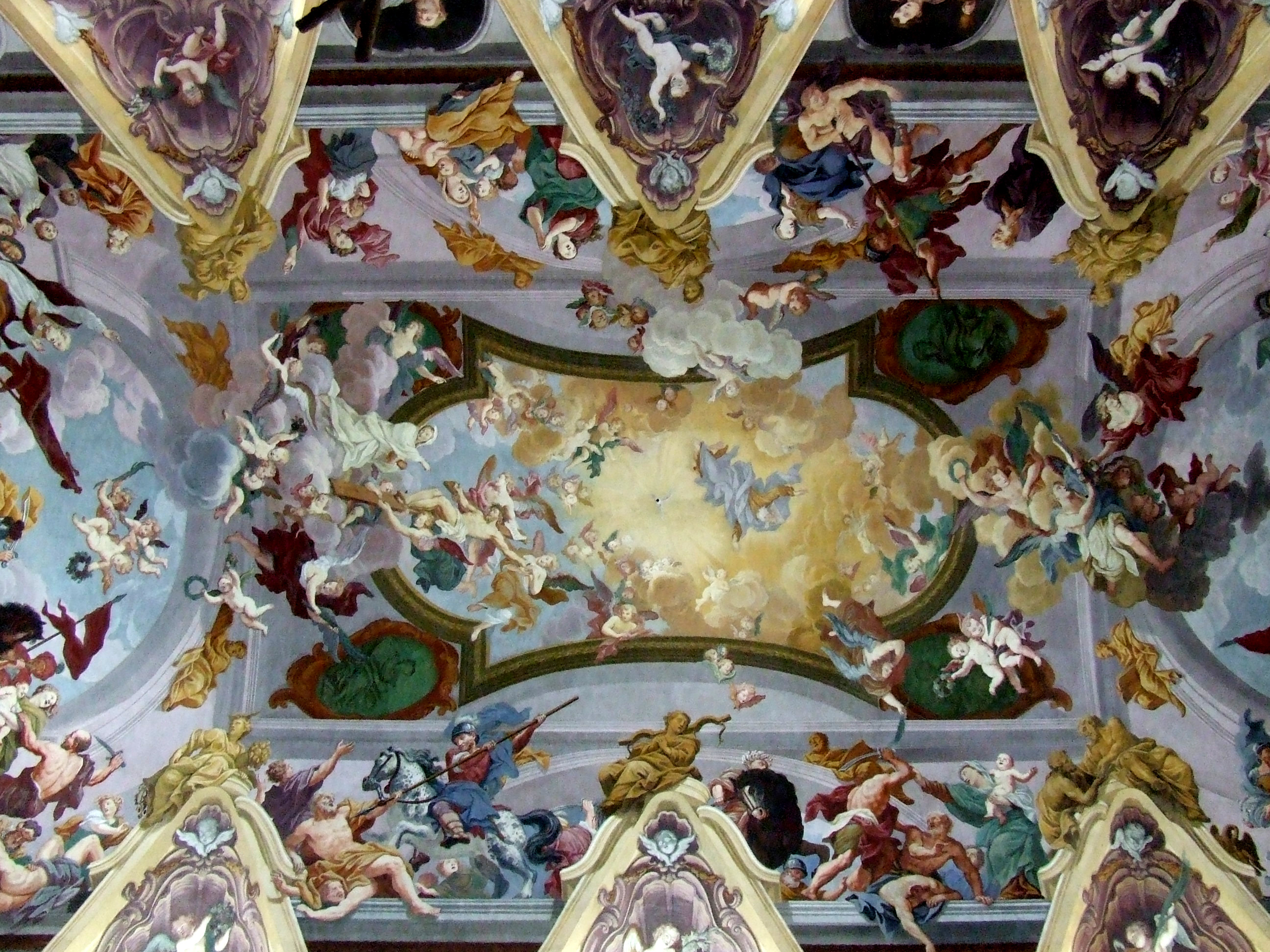
Plafondfresco
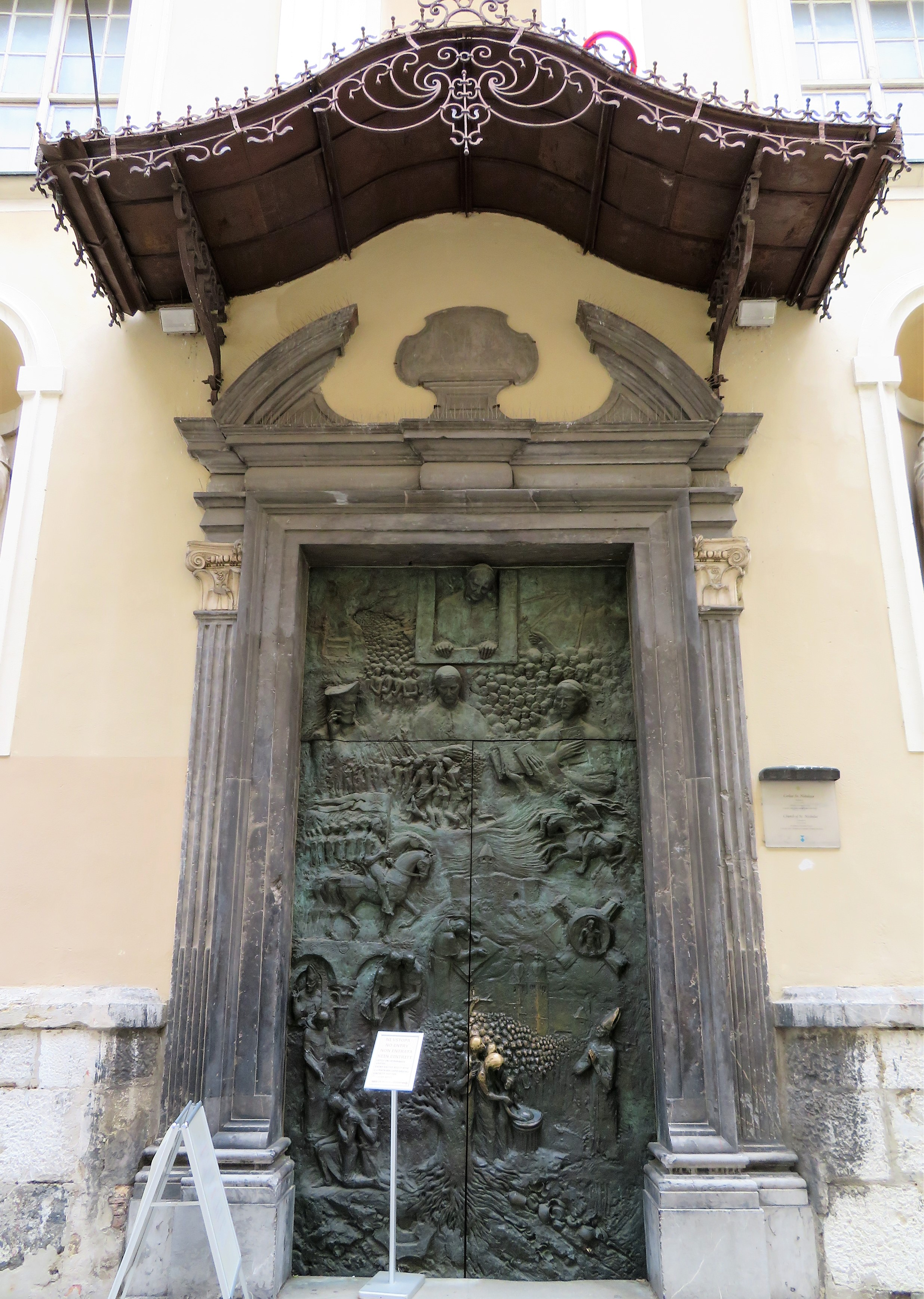
Bronzen reliëfdeur/geschiedenis
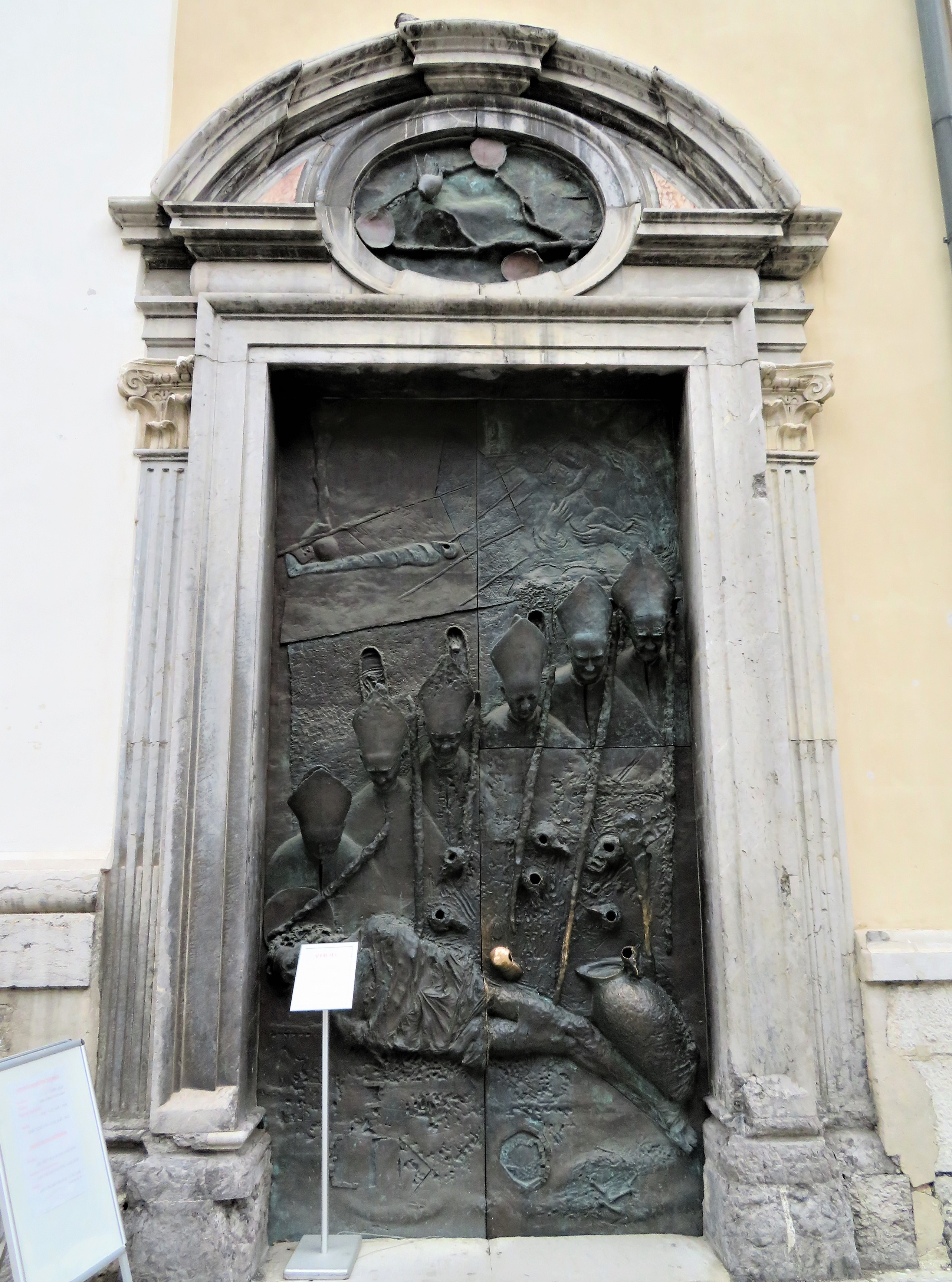
Bronzen reliëfdeur/bisschoppen